# Mafalda Marafusta
Pour les articles homonymes, voir Mafalda.
Mafalda Marafusta Nunes, née le 29 juin 1991, est une actrice portugaise.
Elle a un contrat exclusif avec la chaine TVI, où elle a participé à plusieurs projets. 
Elle a remporté le trophée télévisuel pour le projet qui a connu un énorme succès au Portugal, "Massa Fresca" étant nommée dans la catégorie de la meilleure actrice.

## Biographie

### Enfance et jeunesse
Fille de parents divorcés, Mafalda Marafusta a eu une enfance mouvementée marquée par de constants déménagements dans diverses régions du Portugal, en passant également par le Cap-Vert, en raison de la profession de sa mère, qui était hôtelière. Ces déménagements  eurent pour conséquence l'impossibilité pour Mafalda Marafusta de se faire des amis ; elle devait donc se débrouiller seule. À l'âge de 21 ans, son père décède d'une crise cardiaque.

### Formation
De 2009 à 2012, elle est diplômée de théâtre de l'Université d'Évora. En 2013, elle a suivi un cours de formation de sensibilisation des acteurs sur scène au Teatro O Bando (Module I - Atelier de formation en théâtralité et Module II - Atelier de formation en présence par dilatation du temps). En 2012, elle a animé un atelier d'improvisation dirigé par Ana Margarida Leitão. En 2011, elle a animé un atelier Masques - Objets guidé par António Jorge. En 2011, elle a animé un atelier « À la recherche de notre propre clown » animé par Enano. En 2010, elle a participé à une école d'été guidée par Phillip Zarrilli et Kate O'Reilly « Making the Body All Eyes », Writing in Landscape. En 2010, elle a réalisé un atelier sur « Création libre et approche créative » (module II) pour Ana Margarida Leitão.

## Filmographie
- 2015 : Boca do Inferno (court métrage) : Madalena
- 2014-2015 : Água de Mar (pt) (série télévisée) : Renata Antunes (164 épisodes)
- 2015 : Belonging (court métrage) : Amelia
- 2015 : Telefone Estragado (court métrage) : Bruna
- 2016 : Poderosas (série télévisée) : Catarina (3 épisodes)
- 2016 : Aqui Tão Longe (série télévisée) : Maria
- 2016 : Massa Fresca (série télévisée) : Maria Miguel (71 épisodes)
- 2017 : Ouro Verde (série télévisée) : Cátia (221 épisodes)
- 2017-2018 : A Herdeira (pt) (série télévisée) : Beatriz Rivera (308 épisodes)
- 2018-2019 : A Teia (série télévisée) : Lara Seixas[1] (175 épisodes)
- 2019 : Moço (court métrage) : Micaela
- 2020-2021 : Quer o Destino : Maria de Portugal